# Azad Kašmir
Azad Jammu i Kašmir (urdu: آزاد جموں و کشمیر, prijevod „Slobodni Džamu i Kašmir“), skraćeno kao AJK i kolokvijalno nazvano jednostavno Azad Kašmir, regija je pod upravom Pakistana kao nominalno samoupravni entitet i čini zapadni dio veće regije Kašmir, koji je predmet spora između Indije i Pakistana od 1947.
Teritorij dijeli granicu na sjeveru s Gilgit-Baltistanom, zajedno s kojim ga Ujedinjeni narodi i druge međunarodne organizacije nazivaju "Kašmirom pod upravom Pakistana". Azad Kašmir također dijeli granice s pakistanskim pokrajinama Pandžab i Hajber Pahtunva na jugu odnosno zapadu. Na istočnoj strani, Azad Jammu i Kašmir odvojeni su od indijskog teritorija zajednice Jammu i Kashmir (dio Kašmira pod upravom Indije) Linijom kontrole (LoC), koja služi kao faktička granica između Indijanaca i Pakistanaca -kontrolirani dijelovi Kašmira. Administrativni teritorij Azad Jammu i Kašmir (koji isključuje Gilgit-Baltistan) obuhvaća ukupnu površinu od 13.297 km2 i ima ukupno 4,045.366 stanovnika prema nacionalnom popisu stanovništva iz 2017. godine.
Teritorij ima parlamentarni oblik vlade po uzoru na britanski Westminsterski sustav, s glavnim gradom smještenim u Muzaffarabadu. Predsjednik AJK-a ustavni je šef države, dok je premijer, uz podršku Vijeća ministara, glavni izvršni direktor. Jednodomna zakonodavna skupština Azad Kašmira bira i premijera i predsjednika. Teritorij ima svoj Vrhovni sud i Visoki sud, dok vlada pakistanskog Ministarstva za kašmirske poslove i Gilgit-Baltistan služi kao poveznica između sebe i Azad Jammu i vlade Kašmira, iako autonomni teritorij nije zastupljen u parlamentu Pakistana.
U velikom potresu u Kašmiru 2005. usmrćeno je najmanje 100,000 ljudi, a raseljeno je još tri milijuna ljudi, što je uzrokovalo raširenu devastaciju infrastrukture i gospodarstva u regiji.